# TNA Knockouts World Championship
O Campeonato Mundial das Knockouts da TNA (original: TNA Knockouts World Championship) é um campeonato de luta profissional com direitos pertencentes à organização estadunidense Total Nonstop Action Wrestling, sendo disputado na divisão feminina da empresa (onde as lutadoras são conhecidas como "knockouts"). O título foi inaugurado em 14 de outubro de 2007 durante o evento Bound for Glory sob o nome de "Campeonato Mundial Feminino da TNA", porém foi rebatizado para "Campeonato das Knockouts" em 2008, sendo o único título para as mulheres na TNA até o Campeonato de Duplas das Knockouts ser introduzido no evento No Surrender em 20 de setembro de 2009.
As campeãs das Knockouts do Impact são determinadas com a realização de combates de luta profissional, em que as vencedoras de cada combate são pré-determinadas por um roteiro. Até o presente mês de julho de 2025, um total de 24 lutadoras, distribuídas em 58 reinados distintos, já conquistaram o Campeonato das Knockouts do Impact. A primeira campeã foi Gail Kim, e a atual é Jacy Jayne, estando em seu primeiro reinado.

## História

### TNA Knockout
TNA Knockout, ou apenas Knockout, é o termo usado pela TNA para se referir às suas lutadoras. O primeiro prêmio para as mulheres na TNA foi anunciado no primeiro pay-per-view semanal da empresa em 19 de junho de 2002, sendo constituído por apenas uma coroa, na qual sua detentora seria chamada de "Miss TNA". A vencedora foi determinada em uma luta battle royal de lingeries em 26 de junho de 2002. As participantes foram Alexis Laree, Elektra, Erin Bray, Francine, Miss Joni, Sasha, Shannon, Taylor Vaughn e Teresa Tyler. Vaughn eliminou por último Elektra e ganhou a coroa.
O prêmio de "Knockout do ano" era entregue a lutadora que tivesse o melhor desempenho durante um determinado ano. A última knockout a receber este mérito foi Gail Kim em 2007.
No episódio de 20 de agosto de 2009 do programa semanal da TNA, até então chamado de Impact!, foi anunciado um torneio de oito equipes para se coroarem as campeãs femininas de duplas das Knockouts. O torneio teve início na semana seguinte e continuou por mais quatro semanas, sendo concluído em 20 de setembro no No Surrender; no evento, a equipe formada por Sarita e Taylor Wilde derrotou The Beautiful People (dupla formada por Madison Rayne e Velvet Sky) para se tornarem as primeiras campeãs de duplas das Knockouts.
Dois DVDs sobre as Knockouts já foram lançados pela TNA. O primeiro, batizado de "Knockouts: The Ladies of TNA Wrestling Vol.1", foi lançado em 29 de agosto de 2006; o segundo, chamado de "Knocked Out: The Women of TNA Wrestling", foi lançado em 7 de outubro de 2008.

### Criação
O Campeonato das Knockouts foi anunciado pela primeira vez em 12 de setembro de 2007, através do serviço TNA Mobile, que mostrava o interesse da TNA em criar uma divisão feminina oficial e um título para ela. Durante o mesmo mês, uma luta gauntlet foi anunciada para o evento Bound for Glory em 14 de outubro de 2007, para coroar o que foi referido como a primeira "Campeã Mundial Feminina da TNA". Na data, Gail Kim derrotou Ms. Brooks, Christy Hemme, Awesome Kong, Roxxi Laveaux, Talia Madison, Shelly Martinez, Jackie Moore, ODB e Angel Williams para se tornar a primeira campeã. Durante o ano de 2008, o título foi renomeado para "Campeonato Mundial Feminino das Knockouts" e mais tarde para "Campeonato das Knockouts".

## Reinados

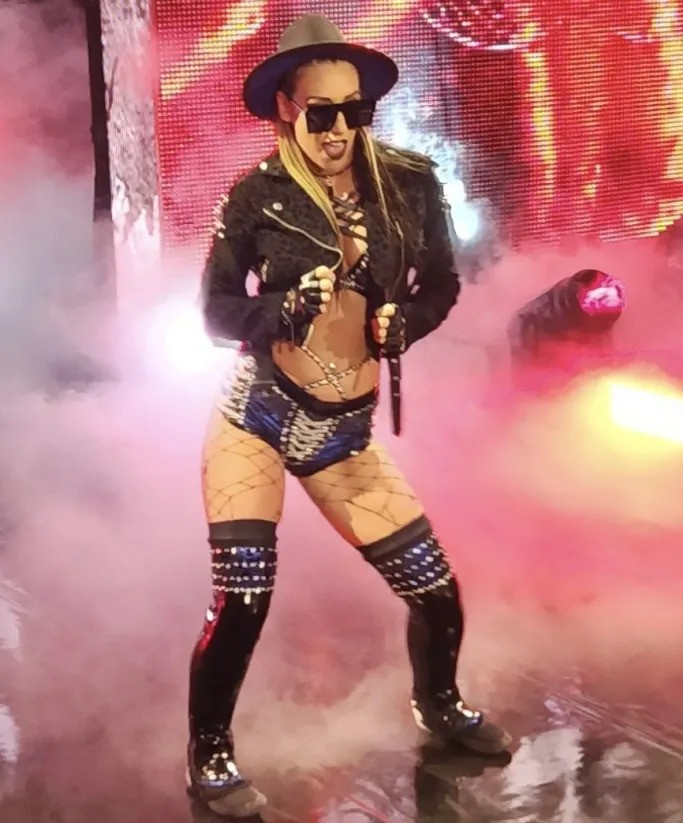
Atual campeã, Jacy Jayne.

Até 22 de julho de 2025, houve 66 reinados compartilhados entre 28 lutadoras. A campeã inaugural foi Gail Kim, que derrotou Ms. Brooks, Christy Hemme, Awesome Kong, Roxxi Laveaux, Talia Madison, Shelly Martinez, Jackie Moore, ODB e Angel Williams em uma luta gauntlet de dez knockouts em 14 de outubro de 2007 durante o evento Bound for Glory. Ela também detém o recorde de maior número de reinados, com sete. Kim também detém o recorde de reinado mais curto da história do título, durante seu sétimo reinado, com apenas 18 horas, enquanto o reinado de Taya Valkyrie detém o recorde de maior duração na história do título, com 377 dias.
Jacy Jayne é a atual campeã em seu primeiro reinado. Ela derrotou Masha Slamovich em uma luta Winner Takes All em 20 de julho de 2025, no Slammiversary em Elmont, Nova Iorque, onde o Campeonato Feminino do NXT, que estava com Jayne, também estava em jogo, conquistando o título.